# NASCAR Cup Series 2015
Navigation
2014 2016
Le Championnat de Cup Series 2015 est la 67e édition du championnat organisé par la NASCAR aux États-Unis et la 44e édition saison de l'ère moderne.
L'événement étant sponsorisé par la société Sprint Corporation, le nom officiel du championnat est la NASCAR Sprint Cup Series 2015.
Cette saison débute au Daytona International Speedway par la course d'exhibition Sprint Unlimited, les Budweiser Duels, et le Daytona 500. Elle se termine lors du Ford EcoBoost 400 au Homestead-Miami Speedway. 
Kyle Busch remporte le championnat, bien qu'il n'ait pas participé au premier tiers de la saison à la suite de graves blessures à la jambe occasionnées lors d'une course des Xfinity Series à Daytona. 
Le trophée du Rookie of the Year est décerné à Brett Moffitt même si celui-ci n'a pas roulé toute la saison.
La saison est également marquée par un nouveau contrat télévisé. Les courses ont en effet été retransmises aux États-Unis par Fox, Fox Sports 1, NBC, et NBCSN. ESPN et Turner Sports, qui avaient retransmis les courses de 2007 à 2014, n'ont pas cherché à renouveler leurs contrats avec la NASCAR en fin de saison 2014. Les courses furent retransmises pour la toute première fois via Fox Sports Racing au Canada et dans les Caraïbes.
Le 22 janvier 2015, le quadruple champion Jeff Gordon déclare que la saison 2015 sera sa dernière saison comme pilote à temps plein même s'il n'a pas exclu de prendre une retraite complète. Chase Elliott le remplacera comme pilote de la voiture no 24 au sein de l'équipe Hendrick Motorsports en 2016.

## Repères de débuts de saison

### Pilotes
- Sam Hornish Jr. remplace Marcos Ambrose dans la voiture no 9, lequel quitte Richard Petty Motorsports pour retourner courir en V8 Supercars en Australie, une compétition qu'il a remportée en 2003 et 2004.
- Trevor Bayne occupe à temps plein la voiture no 6 de Roush Fenway Racing alors que cette équipe annonce l'arrêt de sa voiture no 99 conduite auparavant par Carl Edwards. Même s'il s'agit de la première saison de Bayne en Sprint Cup series, la NASCAR refuse qu'il puisse entrer en compte pour le Rookie of the Year estimant qu'il avait déjà participé par le passé à un nombre trop élevé de départs. Bayne avait en effet fait partiellement partie de l'équipe Wood Brothers Racing dans la voiture no 21 entre 2011 et 2014[2].
- Alex Bowman remplace Michael Annett dans la voiture no 7 de Tommy Baldwin Racing. Il conduisait la voiture no 23 pour BK Racing en 2014.
- Matt DiBenedetto accède à la NASCAR Cup Series dans la voiture no 83 de BK Racing après avoir couru pour The Motorsports Group en NASCAR Nationwide Series en 2014. C'est cependant Johnny Sauter qui conduisit la voiture pour le Daytona 500.
- J. J. Yeley remplace Alex Bowman dans la voiture no 23 chez BK Racing après avoir roulé pour diverses équipes en 2014. Après Bristol en août, BK Racing échange deux pilotes et Jeb Burton prend les commandes de la no 23 tandis que Yeley conduit la no 26.
- Jeb Burton aurait dû remplacer Cole Whitt et rouler à temps plein pour la voiture no 26 de l'équipe BK Racing après avoir conduit en Truck Series en 2014. Après la course de Bristol en août, BK Racing le permute avec J. J. Yeley et devient le pilote de la voiture no 23.
- Bobby Labonte remplace son frère ainé Terry Labonte de l'équipe Go FAS Racing pour les quatre courses avec plaque de restriction au volant de la voiture no 32.
- Ryan Blaney remplacera de temps en temps Trevor Bayne au volant de la voiture no 21 de l'équipe Wood Brothers Racing.
- Chase Elliott pilotera la voiture no 25 au cours de 5 courses pour l'équipe Hendrick Motorsports, de la NAPA Auto Parts sponsorisée par Chevrolet.
- Kyle Busch, pilote de la no 28 de la Joe Gibbs Racing, se casse la jambe pendant la course des Xfinity Series s'étant déroulée la veille du Daytona 500. De ce fait il va rater les 11 premières courses de la saison. Matt Crafton est désigné comme son remplaçant pour les 500[3], et David Ragan assurera l'intérim à partit d'Atlanta jusqu'à Talladega[4]. Erik Jones le remplacera dans la voiture no 24 lors de la course au Kansas.
- Brian Vickers manque les deux premières courses de la saison à cause de problèmes de santé. Michael Waltrip le remplace lors du  Daytona 500 et Brett Moffitt à Atlanta. Le retour de Vickers en NASCAR sera bref puisqu'après deux courses il devra de nouveau céder le volant pour le reste de la saison. Moffitt prend en charge la voiture no 25 et se déclare candidat au prix du Rookie of the Year. Waltrip conduit à nouveau la no 55 à Talladega et David Ragan la conduira le reste de la saison, à partir de la course de Kansas, puisqu'il n'était plus utile pour conduire la no 18 après le retour en compétition après blessure de Kyle Busch.
- Après le prêt de David Ragan à l'équipe Joe Gibbs Racing et ensuite à l'équipe Michael Waltrip Racing, la voiture no 34 de l'équipe Front Row Motorsports sera conduite par Joe Nemechek, Brett Moffitt, Chris Buescher, et Reed Sorenson. Moffitt est désigné comme pilote no 1 à partir de la course de Charlotte, avec Justin Marks le remplaçant à Sonoma et Chris Buescher à Watkins Glen.

- Kurt Busch, pilote de la no 41 de l'équipe Stewart-Haas Racing, sera suspendu indéfiniment par la NASCAR pour son implication dans un incident privé l'opposant à son ex petite amie. Regan Smith le remplace pour le Daytona 500 ainsi que pour les courses à Atlanta et à Las Vegas. Busch sera réintégré et reviendra à la compétition lors de la course de Phoenix.
- Kyle Larson rate la course du mois de mars à Martinsville race à la suite d'un évanouissement survenu lors d'une séance de dédicaces la veille de la course nécessitant une mise en observation en milieu hospitalier. Regan Smith le remplace au volant de la no 42.
- Matt Kenseth est suspendu après un accident intentionnel avec Joey Logano lors de la course de Chase de Martinsville. Erik Jones conduit la voiture no 20 lors des courses au Texas et à Phoenix. Kenseth revient au volant de la voiture pour la course à Homestead.

### Courses
Le calendrier final a été révélé le 26 août 2014. Le championnat comporte 36 courses ainsi que 2 courses d'exhibition. Le programme inclus également deux courses de qualificatives pour le Daytona 500 soit les Budweiser Duels.
Changement importants par rapport à la saison 2014 :
- En 2015, le Bojangles' Southern 500 se déroulant sur le Darlington Raceway, est à nouveau disputé le week-end du jour du travail après un déplacement de date depuis 2003[6].
- La date de la course disputée sur l'Atlanta Motor Speedway est déplacée et devient la seconde course de la saison tandis que la course disputée souvent pas mauvais temps au Bristol Motor Speedway est déplacée du mois de mars au mois d'avril. Cela a comme gros avantage de regrouper trois des cinq courses se déroulant sur la côte ouest (Las Vegas, Phoenix et l'Auto Club à Fontana) évitant ainsi de longs déplacements.
- Le Coke Zero 400 au Daytona International Speedway est déplacé au dimanche soir à la demande de NBC afin que cet évènement m'entre plus en conflit avec la retransmission du traditionnel feu d'artifice de l'Independence Day[7],[8],[9]
- Un troisième weekend de repos est ajouté et inséré entre le Irwin Tools Night Race de Bristol et le Bojangles' Southern 500.
- Le second weekend de repos est déplacé fin juin et inséré entre les courses de Michigan et de Sonoma plutôt qu'en fin du mois de juillet entre les courses de New Hampshire et d'Indianapolis. Cette modification est effectuée pour supprimer les conflits de retransmission par les médias d'autres évènements sportifs importants lors de ce week-end (l'US Open de golf et la coupe du monde de football féminin).
- Charlotte et Kansas permuttent leurs date.
- L'obligation d'une même heure de départ pour toutes les courses est abolie, certaines, plus particulièrement en deuxième partie de saison, ayant été fixées plus tard dans l'après midi[10].

## Engagés
| Icone | Légende    |
| ----- | ---------- |
| R     | Rookie Cup |

| Écurie                    | Manufacturier | N° | Pilote              | Cat. | Course(s) disputée(s)                                 |
| ------------------------- | ------------- | -- | ------------------- | ---- | ----------------------------------------------------- |
| BK Racing                 | Toyota        | 23 | J. J. Yeley         |      | 1-8, 10-24                                            |
| BK Racing                 | Toyota        | 23 | Jeb Burton          | R    | 9, 25-36                                              |
| BK Racing                 | Toyota        | 26 | Jeb Burton          | R    | 1-24                                                  |
| BK Racing                 | Toyota        | 26 | J. J. Yeley         |      | 25, 26, 27, 29-36                                     |
| BK Racing                 | Toyota        | 26 | Josh Wise           |      | 28                                                    |
| BK Racing                 | Toyota        | 83 | Johnny Sauter       |      | 1                                                     |
| BK Racing                 | Toyota        | 83 | Matt DiBenedetto    | R    | 2-36                                                  |
| Chip Ganassi Racing       | Chevrolet     | 1  | Jamie McMurray      |      | Toutes                                                |
| Chip Ganassi Racing       | Chevrolet     | 42 | Kyle Larson         |      | Toutes                                                |
| Front Row Motorsports     | Ford          | 34 | David Ragan         |      | 1                                                     |
| Front Row Motorsports     | Ford          | 34 | Joe Nemechek        |      | 2                                                     |
| Front Row Motorsports     | Ford          | 34 | Brett Moffitt       | R    | 3, 4, 11-15, 17-12, 23-31, 33-36                      |
| Front Row Motorsports     | Ford          | 34 | Chris Buescher      |      | 5-8, 10, 22                                           |
| Front Row Motorsports     | Ford          | 34 | Reed Sorenson       |      | 9                                                     |
| Front Row Motorsports     | Ford          | 34 | Justin Marks        |      | 16                                                    |
| Front Row Motorsports     | Ford          | 34 | Josh Wise           |      | 32                                                    |
| Front Row Motorsports     | Ford          | 35 | Cole Whitt          |      | Toutes                                                |
| Front Row Motorsports     | Ford          | 38 | David Gilliland     |      | Toutes                                                |
| Furniture Row Racing      | Chevrolet     | 78 | Martin Truex Jr.    |      | Toutes                                                |
| Germain Racing            | Chevrolet     | 13 | Casey Mears         |      | Toutes                                                |
| Go FAS Racing             | Ford          | 32 | Bobby Labonte       |      | 1, 10, 17, 32                                         |
| Go FAS Racing             | Ford          | 32 | Mike Bliss          |      | 2-8, 12, 13, 15                                       |
| Go FAS Racing             | Ford          | 32 | Boris Said          |      | 16, 22                                                |
| Go FAS Racing             | Ford          | 32 | Joey Gase           |      | 9, 11, 34, 35                                         |
| Go FAS Racing             | Ford          | 32 | Will Kimmel         |      | 18,31                                                 |
| Go FAS Racing             | Ford          | 32 | Josh Wise           |      | 20, 23-25, 27, 29, 30, 36                             |
| Go FAS Racing             | Ford          | 32 | Jeffrey Earnhardt   |      | 26, 28                                                |
| Go FAS Racing             | Ford          | 32 | Kyle Fowler         |      | 33                                                    |
| Go FAS Racing             | Ford          | 32 | Eddie MacDonald     |      | 19                                                    |
| Go FAS Racing             | Ford          | 32 | Travis Kvapil       |      | 14, 21                                                |
| Hendrick Motorsports      | Chevrolet     | 5  | Kasey Kahne         |      | Toutes                                                |
| Hendrick Motorsports      | Chevrolet     | 24 | Jeff Gordon         |      | Toutes                                                |
| Hendrick Motorsports      | Chevrolet     | 25 | Chase Elliott       |      | 6, 9, 12, 20, 25                                      |
| Hendrick Motorsports      | Chevrolet     | 48 | Jimmie Johnson      |      | Toutes                                                |
| Hendrick Motorsports      | Chevrolet     | 88 | Dale Earnhardt Jr.  |      | Toutes                                                |
| Hillman-Circle Sport LLC  | Chevrolet     | 33 | Michael Annett      |      | 2                                                     |
| Hillman-Circle Sport LLC  | Chevrolet     | 33 | Alex Kennedy        | R    | 4, 6-9, 12, 16, 18, 21, 22, 29, 30, 33                |
| Hillman-Circle Sport LLC  | Chevrolet     | 33 | Derek White         |      | 19                                                    |
| Hillman-Circle Sport LLC  | Chevrolet     | 33 | Mike Bliss          |      | 24, 25                                                |
| Hillman-Circle Sport LLC  | Chevrolet     | 33 | B. J. McLeod        |      | 28                                                    |
| Hillman-Circle Sport LLC  | Chevrolet     | 33 | Ryan Ellis          |      | 35                                                    |
| Hillman-Circle Sport LLC  | Chevrolet     | 33 | Travis Kvapil       |      | 23, 32                                                |
| Hillman-Circle Sport LLC  | Chevrolet     | 40 | Landon Cassill      |      | Toutes                                                |
| HScott Motorsports        | Chevrolet     | 46 | Michael Annett      |      | Toutes                                                |
| HScott Motorsports        | Chevrolet     | 51 | Justin Allgaier     |      | Toutes                                                |
| Joe Gibbs Racing          | Toyota        | 11 | Denny Hamlin        |      | Toutes                                                |
| Joe Gibbs Racing          | Toyota        | 18 | Kyle Busch          |      | 12-36                                                 |
| Joe Gibbs Racing          | Toyota        | 18 | Matt Crafton        |      | 1                                                     |
| Joe Gibbs Racing          | Toyota        | 18 | David Ragan         |      | 2-10                                                  |
| Joe Gibbs Racing          | Toyota        | 18 | Erik Jones          |      | 11                                                    |
| Joe Gibbs Racing          | Toyota        | 19 | Carl Edwards        |      | Toutes                                                |
| Joe Gibbs Racing          | Toyota        | 20 | Matt Kenseth        |      | 1-33, 36                                              |
| Joe Gibbs Racing          | Toyota        | 20 | Erik Jones          |      | 34,35                                                 |
| JTG Daugherty Racing      | Chevrolet     | 47 | A. J. Allmendinger  |      | Toutes                                                |
| Leavine Family Racing     | Ford          | 95 | Michael McDowell    |      | 1–3, 7–8, 10–12, 16–18, 20, 22, 24–25                 |
| Michael Waltrip Racing    | Toyota        | 15 | Clint Bowyer        |      | Toutes                                                |
| Michael Waltrip Racing    | Toyota        | 55 | Michael Waltrip     |      | 1                                                     |
| Michael Waltrip Racing    | Toyota        | 55 | Brett Moffitt       | R    | 2                                                     |
| Michael Waltrip Racing    | Toyota        | 55 | Brian Vickers       |      | 3-36                                                  |
| Phil Parsons Racing       | Chevrolet     | 98 | Josh Wise           |      | Toutes                                                |
| Premium Motorsports       | Toyota        | 66 | Mike Wallace        |      | 1                                                     |
| Premium Motorsports       | Chevrolet     | 66 | Mike Wallace        |      | 2, 3                                                  |
| Premium Motorsports       | Chevrolet     | 66 | Tanner Berryhill    |      | 4                                                     |
| RAB Racing                | Toyota        | 29 | Justin Marks        |      | 1                                                     |
| RAB Racing                | Toyota        | 29 | Reed Sorenson       |      | 2, 3, 5                                               |
| Richard Childress Racing  | Chevrolet     | 3  | Austin Dillon       |      | Toutes                                                |
| Richard Childress Racing  | Chevrolet     | 27 | Paul Menard         |      | Toutes                                                |
| Richard Childress Racing  | Chevrolet     | 31 | Ryan Newman         |      | Toutes                                                |
| Richard Childress Racing  | Chevrolet     | 33 | Ty Dillon           |      | 1, 11, 14, 15, 36                                     |
| Richard Childress Racing  | Chevrolet     | 33 | Brian Scott         |      | 3, 5, 10, 13, 17, 20, 26, 27, 31, 34                  |
| Richard Petty Motorsports | Ford          | 9  | Sam Hornish Jr.     |      | Toutes                                                |
| Richard Petty Motorsports | Ford          | 43 | Aric Almirola       |      | Toutes                                                |
| Roush Fenway Racing       | Ford          | 6  | Trevor Bayne        |      | Toutes                                                |
| Roush Fenway Racing       | Ford          | 16 | Greg Biffle         |      | Toutes                                                |
| Roush Fenway Racing       | Ford          | 17 | Ricky Stenhouse Jr. |      | Toutes                                                |
| Stewart-Haas Racing       | Chevrolet     | 4  | Kevin Harvick       |      | Toutes                                                |
| Stewart-Haas Racing       | Chevrolet     | 10 | Danica Patrick      |      | Toutes                                                |
| Stewart-Haas Racing       | Chevrolet     | 14 | Tony Stewart        |      | Toutes                                                |
| Stewart-Haas Racing       | Chevrolet     | 41 | Kurt Busch          |      | Toutes                                                |
| Team Penske               | Ford          | 2  | Brad Keselowski     |      | Toutes                                                |
| Team Penske               | Ford          | 22 | Joey Logano         |      | Toutes                                                |
| Team XTREME Racing        | Chevrolet     | 44 | Reed Sorenson       |      | 1                                                     |
| Team XTREME Racing        | Chevrolet     | 44 | Travis Kvapil       |      | 3, 4, 5                                               |
| The Motorsports Group     | Chevrolet     | 30 | Ron Hornaday Jr.    |      | Toutes                                                |
| Tommy Baldwin Racing      | Chevrolet     | 7  | Alex Bowman         |      | Toutes                                                |
| Wood Brothers Racing      | Ford          | 21 | Ryan Blaney         |      | 1, 3, 7, 10, 12, 15, 17-20, 23-25, 27, 30, 32, 34, 36 |

## Les quatre premiers 2015
|  |  |  |  |
|  |  |  |  |

## Calendrier et podiums des courses de la saison
| N°                        | Date         | Nom de la course                  | Circuit                         | Lieu          | État             | Premier            | Second             | Troisième          |
| ------------------------- | ------------ | --------------------------------- | ------------------------------- | ------------- | ---------------- | ------------------ | ------------------ | ------------------ |
| HC (en)                   | 14 février   | Sprint Unlimited                  | Daytona International Speedway  | Daytona Beach | Floride          | Matt Kenseth       | Martin Truex Jr.   | Carl Edwards       |
| Q (en)                    | 19 février   | Budweiser Duels                   | Daytona International Speedway  | Daytona Beach | Floride          | Dale Earnhardt Jr. | Jeff Gordon        | Joey Logano        |
| 1 (en)                    | 22 février   | Daytona 500                       | Daytona International Speedway  | Daytona Beach | Floride          | Joey Logano        | Kevin Harvick      | Dale Earnhardt Jr. |
| 2 (en)                    | 1er mars     | Folds of Honor QuikTrip 500       | Atlanta Motor Speedway          | Hampton       | Géorgie          | Jimmie Johnson     | Kevin Harvick      | Dale Earnhardt Jr. |
| 3 (en)                    | 8 mars       | Kobalt Tools 400                  | Las Vegas Motor Speedway        | Las Vegas     | Nevada           | Kevin Harvick      | Martin Truex Jr.   | Ryan Newman        |
| 4 (en)                    | 15 mars      | CampingWorld.com 500              | Phoenix International Raceway   | Phoenix       | Arizona          | Kevin Harvick      | Jamie McMurray     | Ryan Newman        |
| 5 (en)                    | 22 mars      | Auto Club 400                     | Auto Club Speedway              | Fontana       | Californie       | Brad Keselowski    | Kevin Harvick      | Kurt Busch         |
| 6 (en)                    | 29 mars      | STP 500                           | Martinsville Speedway           | Ridgeway      | Virginie         | Denny Hamlin       | Brad Keselowski    | Joey Logano        |
| 7 (en)                    | 11 avril     | Duck Commander 500                | Texas Motor Speedway            | Fort Worth    | Texas            | Jimmie Johnson     | Kevin Harvick      | Dale Earnhardt Jr. |
| 8 (en)                    | 19 avril     | Food City 500                     | Bristol Motor Speedway          | Bristol       | Tennessee        | Matt Kenseth       | Jimmie Johnson     | Jeff Gordon        |
| 9 (en)                    | 25 avril     | Toyota Owners 400                 | Richmond International Raceway  | Richmond      | Virginie         | Kurt Busch         | Kevin Harvick      | Jimmie Johnson     |
| 10 (en)                   | 3 mai        | GEICO 500                         | Talladega Superspeedway         | Talladega     | Alabama          | Dale Earnhardt Jr. | Jimmie Johnson     | Paul Menard        |
| 11 (en)                   | 9 mai        | SpongeBob SquarePants 400         | Kansas Speedway                 | Kansas City   | Kansas           | Jimmie Johnson     | Kevin Harvick      | Dale Earnhardt Jr. |
| HC (en)                   | 16 mai       | NASCAR Sprint All-Star Race       | Charlotte Motor Speedway        | Concord       | Caroline du Nord | Denny Hamlin       | Kevin Harvick      | Kurt Busch         |
| 12 (en)                   | 24 mai       | Coca-Cola 600                     | Charlotte Motor Speedway        | Concord       | Caroline du Nord | Carl Edwards       | Greg Biffle        | Dale Earnhardt Jr. |
| 13 (en)                   | 31 mai       | FedEx 400                         | Dover International Speedway    | Dover         | Delaware         | Jimmie Johnson     | Kevin Harvick      | Kyle Larson        |
| 14 (en)                   | 7 juin       | Axalta "We Paint Winners" 400     | Pocono Raceway                  | Long Pond     | Pennsylvanie     | Martin Truex Jr.   | Kevin Harvick      | Jimmie Johnson     |
| 15 (en)                   | 14 juin      | Quicken Loans 400                 | Michigan International Speedway | Brooklyn      | Michigan         | Kurt Busch         | Dale Earnhardt Jr. | Martin Truex Jr.   |
| 16 (en)                   | 28 juin      | Toyota/Save Mart 350              | Infineon Raceway                | Sonoma        | Californie       | Kyle Busch         | Kurt Busch         | Clint Bowyer       |
| 17 (en)                   | 5 juillet    | Coke Zero 400                     | Daytona International Speedway  | Daytona Beach | Floride          | Dale Earnhardt Jr. | Jimmie Johnson     | Denny Hamlin       |
| 18 (en)                   | 11 juillet   | Quaker State 400                  | Kentucky Speedway               | Sparta        | Kentucky         | Kyle Busch         | Joey Logano        | Denny Hamlin       |
| 19 (en)                   | 19 juillet   | 5-hour Energy 301                 | New Hampshire Motor Speedway    | Loudon        | New Hampshire    | Kyle Busch         | Brad Keselowski    | Kevin Harvick      |
| 20 (en)                   | 26 juillet   | Crown Royal 400 at the Brickyard  | Indianapolis Motor Speedway     | Speedway      | Indiana          | Kyle Busch         | Joey Logano        | Kevin Harvick      |
| 21 (en)                   | 2 août       | Windows 10 400                    | Pocono Raceway                  | Long Pond     | Pennsylvanie     | Matt Kenseth       | Brad Keselowski    | Jeff Gordon        |
| 22 (en)                   | 9 août       | Cheez-It 355 at The Glen          | Watkins Glen International      | Watkins Glen  | New York         | Joey Logano        | Kyle Busch         | Kevin Harvick      |
| 23 (en)                   | 16 août      | Pure Michigan 400                 | Michigan International Speedway | Brooklyn      | Michigan         | Matt Kenseth       | Kevin Harvick      | Martin Truex Jr.   |
| 24 (en)                   | 22 août      | Irwin Tools Night Race            | Bristol Motor Speedway          | Bristol       | Tennessee        | Joey Logano        | Kevin Harvick      | Denny Hamlin       |
| 25 (en)                   | 6 septembre  | Bojangles' Southern 500           | Darlington Raceway              | Darlington    | Caroline du Sud  | Carl Edwards       | Brad Keselowski    | Denny Hamlin       |
| 26 (en)                   | 12 septembre | Federated Auto Parts 400          | Richmond International Raceway  | Richmond      | Virginie         | Matt Kenseth       | Kyle Busch         | Joey Logano        |
| Chase pour le championnat |              |                                   |                                 |               |                  |                    |                    |                    |
| 27 (en)                   | 20 septembre | MyAFibStory.com 400               | Chicagoland Speedway            | Joliet        | Illinois         | Denny Hamlin       | Carl Edwards       | Kurt Busch         |
| 28 (en)                   | 27 septembre | Sylvania 300                      | New Hampshire Motor Speedway    | Loudon        | New Hampshire    | Matt Kenseth       | Denny Hamlin       | Joey Logano        |
| 29 (en)                   | 4 octobre    | AAA 400                           | Dover International Speedway    | Dover         | Delaware         | Kevin Harvick      | Kyle Busch         | Dale Earnhardt Jr. |
| 30 (en)                   | 10 octobre   | Bank of America 500               | Charlotte Motor Speedway        | Concord       | Caroline du Nord | Joey Logano        | Kevin Harvick      | Martin Truex Jr.   |
| 31 (en)                   | 18 octobre   | Hollywood Casino 400              | Kansas Speedway                 | Kansas City   | Kansas           | Joey Logano        | Denny Hamlin       | Jimmie Johnson     |
| 32 (en)                   | 25 octobre   | CampingWorld.com 500              | Talladega Superspeedway         | Talladega     | Alabama          | Joey Logano        | Dale Earnhardt Jr. | Jeff Gordon        |
| 33 (en)                   | 1er novembre | Goody's Headache Relief Shot 500  | Martinsville Speedway           | Ridgeway      | Virginie         | Jeff Gordon        | Jamie McMurray     | Denny Hamlin       |
| 34 (en)                   | 8 novembre   | AAA Texas 500                     | Texas Motor Speedway            | Fort Worth    | Texas            | Jimmie Johnson     | Brad Keselowski    | Kevin Harvick      |
| 35 (en)                   | 15 novembre  | Quicken Loans Race for Heroes 500 | Phoenix International Raceway   | Phoenix       | Arizona          | Dale Earnhardt Jr. | Kevin Harvick      | Joey Logano        |
| 36 (en)                   | 22 novembre  | Ford EcoBoost 400                 | Homestead-Miami Speedway        | Homestead     | Floride          | Kyle Busch         | Kevin Harvick      | Brad Keselowski    |
| N°                        | Date         | Nom de la course                  | Circuit                         | Lieu          | État             | Premier            | Second             | Troisième          |

## Classement
| Couleurs | Significations                      |
| -------- | ----------------------------------- |
| Or       | Vainqueur                           |
| Argent   | Classé entre la 2e et la 5e place   |
| Bronze   | Classé entre la 6e et la 10e place  |
| Vert     | Classé entre la 11e et la 20e place |
| Bleu     | Classé 21e ou pire                  |

| Couleurs | Abréviations | Significations                                   |
| -------- | ------------ | ------------------------------------------------ |
| Violet   | DNF          | N'a pas fini                                     |
| Noir     | DSQ          | Disqualifié                                      |
| Rose     | DNQ          | Non qualifié                                     |
| Brun     | Wth          | Aa abandonné la course                           |
| Blanc    | QL           | Qualifié pour un autre pilote                    |
| Blanc    | ING          | Qualifié mais remplacé à la suite d'une blessure |

| Abréviations | Significations    |
| ------------ | ----------------- |
| DNP          | N'a pas participé |
| INJ          | Blessé ou malade  |
| EX           | Exclu             |
| DNA          | N'est pas arrivé  |

 Gras: pole position / * : pilote ayant le plus mené lors de la course.

. – Éliminé après le Challenger Round
. – Éliminé après le Contender Round
. – Éliminé après l'Eliminator Round
| Les quatre pilotes ayant disputé le titre de champion de la Nascar Cup Series 2015 | Les quatre pilotes ayant disputé le titre de champion de la Nascar Cup Series 2015 | Les quatre pilotes ayant disputé le titre de champion de la Nascar Cup Series 2015 | Les quatre pilotes ayant disputé le titre de champion de la Nascar Cup Series 2015 | Les quatre pilotes ayant disputé le titre de champion de la Nascar Cup Series 2015 | Les quatre pilotes ayant disputé le titre de champion de la Nascar Cup Series 2015 | Les quatre pilotes ayant disputé le titre de champion de la Nascar Cup Series 2015 | Les quatre pilotes ayant disputé le titre de champion de la Nascar Cup Series 2015 | Les quatre pilotes ayant disputé le titre de champion de la Nascar Cup Series 2015 | Les quatre pilotes ayant disputé le titre de champion de la Nascar Cup Series 2015 | Les quatre pilotes ayant disputé le titre de champion de la Nascar Cup Series 2015 | Les quatre pilotes ayant disputé le titre de champion de la Nascar Cup Series 2015 | Les quatre pilotes ayant disputé le titre de champion de la Nascar Cup Series 2015 | Les quatre pilotes ayant disputé le titre de champion de la Nascar Cup Series 2015 | Les quatre pilotes ayant disputé le titre de champion de la Nascar Cup Series 2015 | Les quatre pilotes ayant disputé le titre de champion de la Nascar Cup Series 2015 | Les quatre pilotes ayant disputé le titre de champion de la Nascar Cup Series 2015 | Les quatre pilotes ayant disputé le titre de champion de la Nascar Cup Series 2015 | Les quatre pilotes ayant disputé le titre de champion de la Nascar Cup Series 2015 | Les quatre pilotes ayant disputé le titre de champion de la Nascar Cup Series 2015 | Les quatre pilotes ayant disputé le titre de champion de la Nascar Cup Series 2015 | Les quatre pilotes ayant disputé le titre de champion de la Nascar Cup Series 2015 | Les quatre pilotes ayant disputé le titre de champion de la Nascar Cup Series 2015 | Les quatre pilotes ayant disputé le titre de champion de la Nascar Cup Series 2015 | Les quatre pilotes ayant disputé le titre de champion de la Nascar Cup Series 2015 | Les quatre pilotes ayant disputé le titre de champion de la Nascar Cup Series 2015 | Les quatre pilotes ayant disputé le titre de champion de la Nascar Cup Series 2015 | Les quatre pilotes ayant disputé le titre de champion de la Nascar Cup Series 2015 | Les quatre pilotes ayant disputé le titre de champion de la Nascar Cup Series 2015 | Les quatre pilotes ayant disputé le titre de champion de la Nascar Cup Series 2015 | Les quatre pilotes ayant disputé le titre de champion de la Nascar Cup Series 2015 | Les quatre pilotes ayant disputé le titre de champion de la Nascar Cup Series 2015 | Les quatre pilotes ayant disputé le titre de champion de la Nascar Cup Series 2015 | Les quatre pilotes ayant disputé le titre de champion de la Nascar Cup Series 2015 | Les quatre pilotes ayant disputé le titre de champion de la Nascar Cup Series 2015 | Les quatre pilotes ayant disputé le titre de champion de la Nascar Cup Series 2015 | Les quatre pilotes ayant disputé le titre de champion de la Nascar Cup Series 2015 | Les quatre pilotes ayant disputé le titre de champion de la Nascar Cup Series 2015 | Les quatre pilotes ayant disputé le titre de champion de la Nascar Cup Series 2015 | Les quatre pilotes ayant disputé le titre de champion de la Nascar Cup Series 2015 |
| --- | ---------------------------------------------------------------------------------- | ---------------------------------------------------------------------------------- | ---------------------------------------------------------------------------------- | ---------------------------------------------------------------------------------- | ---------------------------------------------------------------------------------- | ---------------------------------------------------------------------------------- | ---------------------------------------------------------------------------------- | ---------------------------------------------------------------------------------- | ---------------------------------------------------------------------------------- | ---------------------------------------------------------------------------------- | ---------------------------------------------------------------------------------- | ---------------------------------------------------------------------------------- | ---------------------------------------------------------------------------------- | ---------------------------------------------------------------------------------- | ---------------------------------------------------------------------------------- | ---------------------------------------------------------------------------------- | ---------------------------------------------------------------------------------- | ---------------------------------------------------------------------------------- | ---------------------------------------------------------------------------------- | ---------------------------------------------------------------------------------- | ---------------------------------------------------------------------------------- | ---------------------------------------------------------------------------------- | ---------------------------------------------------------------------------------- | ---------------------------------------------------------------------------------- | ---------------------------------------------------------------------------------- | ---------------------------------------------------------------------------------- | ---------------------------------------------------------------------------------- | ---------------------------------------------------------------------------------- | ---------------------------------------------------------------------------------- | ---------------------------------------------------------------------------------- | ---------------------------------------------------------------------------------- | ---------------------------------------------------------------------------------- | ---------------------------------------------------------------------------------- | ---------------------------------------------------------------------------------- | ---------------------------------------------------------------------------------- | ---------------------------------------------------------------------------------- | ---------------------------------------------------------------------------------- | ---------------------------------------------------------------------------------- | ---------------------------------------------------------------------------------- |
| Pos. | Pilote                                                                             | DAY                                                                                | PHO                                                                                | LVS                                                                                | BRI                                                                                | CAL                                                                                | MAR                                                                                | TEX                                                                                | DAR                                                                                | RCH                                                                                | TAL                                                                                | KAN                                                                                | CLT                                                                                | DOV                                                                                | POC                                                                                | MCH                                                                                | SON                                                                                | KEN                                                                                | DAY                                                                                | NHA                                                                                | IND                                                                                | POC                                                                                | GLN                                                                                | MCH                                                                                | BRI                                                                                | ATL                                                                                | RCH                                                                                |                                                                                    | CHI                                                                                | NHA                                                                                | DOV                                                                                | KAN                                                                                | CLT                                                                                | TAL                                                                                | MAR                                                                                | TEX                                                                                | PHO                                                                                | HOM                                                                                | Pts                                                                                |
| 1 | Kyle Busch                                                                         | INQ                                                                                | INQ                                                                                | INQ                                                                                | INQ                                                                                | INQ                                                                                | INQ                                                                                | INQ                                                                                | INQ                                                                                | INQ                                                                                | INQ                                                                                | INQ                                                                                | 11                                                                                 | 36                                                                                 | 9                                                                                  | 43                                                                                 | 1                                                                                  | 17                                                                                 | 1*                                                                                 | 1                                                                                  | 1                                                                                  | 21                                                                                 | 2                                                                                  | 11                                                                                 | 8*                                                                                 | 7                                                                                  | 2                                                                                  | 9*                                                                                 | 37                                                                                 | 2                                                                                  | 20                                                                                 | 5                                                                                  | 11                                                                                 | 5                                                                                  | 4                                                                                  | 4                                                                                  | 1                                                                                  | 5043                                                                               |                                                                                    |
| 2 | Kevin Harvick                                                                      | 2                                                                                  | 2*                                                                                 | 1*                                                                                 | 1*                                                                                 | 2                                                                                  | 8*                                                                                 | 2                                                                                  | 38*                                                                                | 2                                                                                  | 8                                                                                  | 2                                                                                  | 9                                                                                  | 2                                                                                  | 2                                                                                  | 29*                                                                                | 4                                                                                  | 4                                                                                  | 8                                                                                  | 3                                                                                  | 3*                                                                                 | 42                                                                                 | 3*                                                                                 | 2                                                                                  | 2                                                                                  | 5                                                                                  | 14                                                                                 | 42                                                                                 | 21*                                                                                | 1*                                                                                 | 2                                                                                  | 16                                                                                 | 15                                                                                 | 8                                                                                  | 3                                                                                  | 2*                                                                                 | 2                                                                                  | 5042                                                                               |                                                                                    |
| 3 | Jeff Gordon                                                                        | 33*                                                                                | 41                                                                                 | 18                                                                                 | 9                                                                                  | 10                                                                                 | 9                                                                                  | 7                                                                                  | 3                                                                                  | 8                                                                                  | 31                                                                                 | 4                                                                                  | 15                                                                                 | 10                                                                                 | 14                                                                                 | 21                                                                                 | 16                                                                                 | 6                                                                                  | 7                                                                                  | 9                                                                                  | 42                                                                                 | 3                                                                                  | 41                                                                                 | 17                                                                                 | 20                                                                                 | 16                                                                                 | 7                                                                                  | 14                                                                                 | 7                                                                                  | 12                                                                                 | 8                                                                                  | 10                                                                                 | 3                                                                                  | 1                                                                                  | 9                                                                                  | 6                                                                                  | 6                                                                                  | 5038                                                                               |                                                                                    |
| 4 | Martin Truex Jr.                                                                   | 8                                                                                  | 6                                                                                  | 2                                                                                  | 7                                                                                  | 8                                                                                  | 6                                                                                  | 9                                                                                  | 29                                                                                 | 10                                                                                 | 5                                                                                  | 9*                                                                                 | 5*                                                                                 | 6*                                                                                 | 1*                                                                                 | 3                                                                                  | 42                                                                                 | 38                                                                                 | 17                                                                                 | 12                                                                                 | 4                                                                                  | 19                                                                                 | 25                                                                                 | 3                                                                                  | 28                                                                                 | 9                                                                                  | 32                                                                                 | 13                                                                                 | 8                                                                                  | 11                                                                                 | 3                                                                                  | 15                                                                                 | 7                                                                                  | 6                                                                                  | 8                                                                                  | 14                                                                                 | 12                                                                                 | 5032                                                                               |                                                                                    |
| Pilotes éliminés de la course au titre |                                                                                    |                                                                                    |                                                                                    |                                                                                    |                                                                                    |                                                                                    |                                                                                    |                                                                                    |                                                                                    |                                                                                    |                                                                                    |                                                                                    |                                                                                    |                                                                                    |                                                                                    |                                                                                    |                                                                                    |                                                                                    |                                                                                    |                                                                                    |                                                                                    |                                                                                    |                                                                                    |                                                                                    |                                                                                    |                                                                                    |                                                                                    |                                                                                    |                                                                                    |                                                                                    |                                                                                    |                                                                                    |                                                                                    |                                                                                    |                                                                                    |                                                                                    |                                                                                    |                                                                                    |                                                                                    |
| Pos. | Pilote                                                                             | DAY                                                                                | PHO                                                                                | LVS                                                                                | BRI                                                                                | CAL                                                                                | MAR                                                                                | TEX                                                                                | DAR                                                                                | RCH                                                                                | TAL                                                                                | KAN                                                                                | CLT                                                                                | DOV                                                                                | POC                                                                                | MCH                                                                                | SON                                                                                | KEN                                                                                | DAY                                                                                | NHA                                                                                | IND                                                                                | POC                                                                                | GLN                                                                                | MCH                                                                                | BRI                                                                                | ATL                                                                                | RCH                                                                                |                                                                                    | CHI                                                                                | NHA                                                                                | DOV                                                                                | KAN                                                                                | CLT                                                                                | TAL                                                                                | MAR                                                                                | TEX                                                                                | PHO                                                                                | HOM                                                                                | Pts                                                                                |
| 5 | Carl Edwards                                                                       | 23                                                                                 | 12                                                                                 | 42                                                                                 | 13                                                                                 | 13                                                                                 | 17                                                                                 | 10                                                                                 | 24                                                                                 | 19                                                                                 | 32                                                                                 | 20                                                                                 | 1                                                                                  | 19                                                                                 | 15                                                                                 | 12                                                                                 | 40                                                                                 | 41                                                                                 | 4                                                                                  | 7                                                                                  | 13                                                                                 | 10                                                                                 | 8                                                                                  | 6                                                                                  | 7                                                                                  | 1                                                                                  | 11                                                                                 | 2                                                                                  | 5                                                                                  | 15                                                                                 | 6                                                                                  | 8                                                                                  | 5                                                                                  | 14                                                                                 | 5                                                                                  | 12                                                                                 | 11                                                                                 | 2368                                                                               |                                                                                    |
| 6 | Joey Logano                                                                        | 1                                                                                  | 4                                                                                  | 10                                                                                 | 8                                                                                  | 7                                                                                  | 3                                                                                  | 4                                                                                  | 40                                                                                 | 5                                                                                  | 33                                                                                 | 5                                                                                  | 13                                                                                 | 11                                                                                 | 4                                                                                  | 5                                                                                  | 5                                                                                  | 22                                                                                 | 2                                                                                  | 4                                                                                  | 2                                                                                  | 20*                                                                                | 1                                                                                  | 7                                                                                  | 1                                                                                  | 4                                                                                  | 3                                                                                  | 6                                                                                  | 3                                                                                  | 10                                                                                 | 1*                                                                                 | 1                                                                                  | 1                                                                                  | 37*                                                                                | 40                                                                                 | 3                                                                                  | 4                                                                                  | 2360                                                                               |                                                                                    |
| 7 | Brad Keselowski                                                                    | 41                                                                                 | 9                                                                                  | 7                                                                                  | 6                                                                                  | 1                                                                                  | 2                                                                                  | 5                                                                                  | 35                                                                                 | 17                                                                                 | 22                                                                                 | 7                                                                                  | 7                                                                                  | 12                                                                                 | 17                                                                                 | 6                                                                                  | 19                                                                                 | 29                                                                                 | 6                                                                                  | 2*                                                                                 | 10                                                                                 | 2                                                                                  | 7                                                                                  | 9                                                                                  | 6                                                                                  | 2*                                                                                 | 8                                                                                  | 8                                                                                  | 12                                                                                 | 16                                                                                 | 9                                                                                  | 9                                                                                  | 4                                                                                  | 32                                                                                 | 2*                                                                                 | 9                                                                                  | 3*                                                                                 | 2347                                                                               |                                                                                    |
| 8 | Kurt Busch                                                                         | QL                                                                                 |                                                                                    |                                                                                    | 5                                                                                  | 3*                                                                                 | 14                                                                                 | 14                                                                                 | 15                                                                                 | 1*                                                                                 | 12                                                                                 | 8                                                                                  | 10                                                                                 | 31                                                                                 | 5                                                                                  | 1                                                                                  | 2                                                                                  | 5                                                                                  | 10                                                                                 | 10                                                                                 | 8                                                                                  | 37                                                                                 | 5                                                                                  | 20                                                                                 | 14                                                                                 | 6                                                                                  | 15                                                                                 | 3                                                                                  | 19                                                                                 | 17                                                                                 | 5                                                                                  | 6                                                                                  | 10                                                                                 | 34                                                                                 | 7                                                                                  | 7                                                                                  | 8                                                                                  | 2333                                                                               |                                                                                    |
| 9 | Denny Hamlin                                                                       | 4                                                                                  | 38                                                                                 | 5                                                                                  | 23                                                                                 | 28                                                                                 | 1                                                                                  | 11                                                                                 | 261                                                                                | 22                                                                                 | 9                                                                                  | 41                                                                                 | 8                                                                                  | 21                                                                                 | 10                                                                                 | 11                                                                                 | 18                                                                                 | 3                                                                                  | 3                                                                                  | 14                                                                                 | 5                                                                                  | 22                                                                                 | 27                                                                                 | 5                                                                                  | 3                                                                                  | 3                                                                                  | 6                                                                                  | 1                                                                                  | 2                                                                                  | 18                                                                                 | 4                                                                                  | 2                                                                                  | 37                                                                                 | 3                                                                                  | 38                                                                                 | 8                                                                                  | 10                                                                                 | 2327                                                                               |                                                                                    |
| 10 | Jimmie Johnson                                                                     | 5                                                                                  | 1                                                                                  | 41                                                                                 | 11                                                                                 | 9                                                                                  | 35                                                                                 | 1*                                                                                 | 2                                                                                  | 3                                                                                  | 2                                                                                  | 1                                                                                  | 40                                                                                 | 1                                                                                  | 3                                                                                  | 19                                                                                 | 6*                                                                                 | 2                                                                                  | 9                                                                                  | 22                                                                                 | 15                                                                                 | 6                                                                                  | 10                                                                                 | 39                                                                                 | 4                                                                                  | 19                                                                                 | 9                                                                                  | 11                                                                                 | 6                                                                                  | 41                                                                                 | 39                                                                                 | 3                                                                                  | 18                                                                                 | 12                                                                                 | 1                                                                                  | 5                                                                                  | 9                                                                                  | 2315                                                                               |                                                                                    |
| 11 | Ryan Newman                                                                        | 38                                                                                 | 10                                                                                 | 3                                                                                  | 3                                                                                  | 5                                                                                  | 27                                                                                 | 12                                                                                 | 5                                                                                  | 11                                                                                 | 7                                                                                  | 10                                                                                 | 6                                                                                  | 18                                                                                 | 39                                                                                 | 18                                                                                 | 9                                                                                  | 8                                                                                  | 20                                                                                 | 11                                                                                 | 11                                                                                 | 23                                                                                 | 15                                                                                 | 8                                                                                  | 10                                                                                 | 13                                                                                 | 20                                                                                 | 4                                                                                  | 10                                                                                 | 19                                                                                 | 15                                                                                 | 11                                                                                 | 12                                                                                 | 7                                                                                  | 22                                                                                 | 11                                                                                 | 16                                                                                 | 2314                                                                               |                                                                                    |
| 12 | Dale Earnhardt Jr.                                                                 | 3                                                                                  | 3                                                                                  | 4                                                                                  | 43                                                                                 | 6                                                                                  | 36                                                                                 | 3                                                                                  | 16                                                                                 | 14                                                                                 | 1*                                                                                 | 3                                                                                  | 3                                                                                  | 14                                                                                 | 11                                                                                 | 2                                                                                  | 7                                                                                  | 1*                                                                                 | 21                                                                                 | 5                                                                                  | 22                                                                                 | 4                                                                                  | 11                                                                                 | 10                                                                                 | 9                                                                                  | 8                                                                                  | 5                                                                                  | 12                                                                                 | 25                                                                                 | 3                                                                                  | 28                                                                                 | 21                                                                                 | 2*                                                                                 | 4                                                                                  | 6                                                                                  | 1                                                                                  | 40                                                                                 | 2310                                                                               |                                                                                    |
| 13 | Jamie McMurray                                                                     | 27                                                                                 | 40                                                                                 | 11                                                                                 | 2                                                                                  | 21                                                                                 | 10                                                                                 | 6                                                                                  | 14                                                                                 | 4                                                                                  | 11                                                                                 | 13                                                                                 | 19                                                                                 | 7                                                                                  | 7                                                                                  | 7                                                                                  | 11                                                                                 | 15                                                                                 | 14                                                                                 | 26                                                                                 | 16                                                                                 | 15                                                                                 | 40                                                                                 | 16                                                                                 | 11                                                                                 | 14                                                                                 | 13                                                                                 | 16                                                                                 | 14                                                                                 | 4                                                                                  | 12                                                                                 | 24                                                                                 | 39                                                                                 | 2                                                                                  | 10                                                                                 | 15                                                                                 | 13                                                                                 | 2295                                                                               |                                                                                    |
| 14 | Paul Menard                                                                        | 25                                                                                 | 13                                                                                 | 12                                                                                 | 14                                                                                 | 4                                                                                  | 23                                                                                 | 41                                                                                 | 11                                                                                 | 15                                                                                 | 3                                                                                  | 18                                                                                 | 14                                                                                 | 8                                                                                  | 31                                                                                 | 8                                                                                  | 13                                                                                 | 16                                                                                 | 15                                                                                 | 25                                                                                 | 14                                                                                 | 11                                                                                 | 13                                                                                 | 12                                                                                 | 24                                                                                 | 26                                                                                 | 26                                                                                 | 17                                                                                 | 15                                                                                 | 25                                                                                 | 36                                                                                 | 19                                                                                 | 6                                                                                  | 15                                                                                 | 13                                                                                 | 13                                                                                 | 21                                                                                 | 2262                                                                               |                                                                                    |
| 15 | Matt Kenseth                                                                       | 35                                                                                 | 5                                                                                  | 9                                                                                  | 16                                                                                 | 31                                                                                 | 4                                                                                  | 23                                                                                 | 1                                                                                  | 7                                                                                  | 25                                                                                 | 6                                                                                  | 4                                                                                  | 39                                                                                 | 6                                                                                  | 4                                                                                  | 21                                                                                 | 23                                                                                 | 5                                                                                  | 6                                                                                  | 7                                                                                  | 1                                                                                  | 4                                                                                  | 1*                                                                                 | 42                                                                                 | 21                                                                                 | 1*                                                                                 | 5                                                                                  | 1                                                                                  | 7                                                                                  | 42                                                                                 | 14*                                                                                | 26                                                                                 | 38                                                                                 |                                                                                    |                                                                                    | 7                                                                                  | 2234                                                                               |                                                                                    |
| 16 | Clint Bowyer                                                                       | 7                                                                                  | 24                                                                                 | 21                                                                                 | 24                                                                                 | 30                                                                                 | 13                                                                                 | 22                                                                                 | 12                                                                                 | 9                                                                                  | 30                                                                                 | 21                                                                                 | 20                                                                                 | 9                                                                                  | 22                                                                                 | 10                                                                                 | 3                                                                                  | 10                                                                                 | 19                                                                                 | 34                                                                                 | 6                                                                                  | 8                                                                                  | 6                                                                                  | 41                                                                                 | 5                                                                                  | 17                                                                                 | 10                                                                                 | 19                                                                                 | 26                                                                                 | 14                                                                                 | 11                                                                                 | 40                                                                                 | 8                                                                                  | 43                                                                                 | 15                                                                                 | 23                                                                                 | 43                                                                                 | 2175                                                                               |                                                                                    |
| 17 | Aric Almirola                                                                      | 15                                                                                 | 11                                                                                 | 26                                                                                 | 19                                                                                 | 11                                                                                 | 12                                                                                 | 19                                                                                 | 13                                                                                 | 20                                                                                 | 15                                                                                 | 11                                                                                 | 17                                                                                 | 5                                                                                  | 43                                                                                 | 22                                                                                 | 14                                                                                 | 34                                                                                 | 12                                                                                 | 15                                                                                 | 38                                                                                 | 18                                                                                 | 16                                                                                 | 14                                                                                 | 17                                                                                 | 11                                                                                 | 4                                                                                  | 10                                                                                 | 43                                                                                 | 5                                                                                  | 10                                                                                 | 24                                                                                 | 16                                                                                 | 16                                                                                 | 18                                                                                 | 10                                                                                 | 41                                                                                 | 940                                                                                |                                                                                    |
| 18 | Kasey Kahne                                                                        | 9                                                                                  | 14                                                                                 | 17                                                                                 | 4                                                                                  | 17                                                                                 | 11                                                                                 | 8                                                                                  | 37                                                                                 | 6                                                                                  | 34                                                                                 | 17                                                                                 | 12                                                                                 | 4                                                                                  | 13                                                                                 | 15                                                                                 | 8                                                                                  | 32                                                                                 | 27                                                                                 | 19                                                                                 | 24                                                                                 | 43                                                                                 | 42                                                                                 | 15                                                                                 | 16                                                                                 | 12                                                                                 | 18                                                                                 | 24                                                                                 | 9                                                                                  | 6                                                                                  | 43                                                                                 | 4                                                                                  | 19                                                                                 | 9                                                                                  | 20                                                                                 | 26                                                                                 | 19                                                                                 | 939                                                                                |                                                                                    |
| 19 | Kyle Larson                                                                        | 34                                                                                 | 26                                                                                 | 8                                                                                  | 10                                                                                 | 26                                                                                 | QL                                                                                 | 25                                                                                 | 7                                                                                  | 12                                                                                 | 42                                                                                 | 15                                                                                 | 25                                                                                 | 3                                                                                  | 8                                                                                  | 17                                                                                 | 15                                                                                 | 39                                                                                 | 35                                                                                 | 31                                                                                 | 9                                                                                  | 12                                                                                 | 12                                                                                 | 13                                                                                 | 41                                                                                 | 10                                                                                 | 12                                                                                 | 7                                                                                  | 17                                                                                 | 9                                                                                  | 21                                                                                 | 29                                                                                 | 24                                                                                 | 19                                                                                 | 37                                                                                 | 21                                                                                 | 5                                                                                  | 872                                                                                |                                                                                    |
| 20 | Greg Biffle                                                                        | 10                                                                                 | 25                                                                                 | 14                                                                                 | 27                                                                                 | 32                                                                                 | 19                                                                                 | 17                                                                                 | 30                                                                                 | 21                                                                                 | 37                                                                                 | 12                                                                                 | 2                                                                                  | 17                                                                                 | 12                                                                                 | 36                                                                                 | 27                                                                                 | 20                                                                                 | 16                                                                                 | 27                                                                                 | 19                                                                                 | 5                                                                                  | 14                                                                                 | 23                                                                                 | 25                                                                                 | 18                                                                                 | 31                                                                                 | 21                                                                                 | 4                                                                                  | 13                                                                                 | 24                                                                                 | 17                                                                                 | 20                                                                                 | 26                                                                                 | 19                                                                                 | 25                                                                                 | 15                                                                                 | 869                                                                                |                                                                                    |
| 21 | Austin Dillon                                                                      | 14                                                                                 | 39                                                                                 | 20                                                                                 | 15                                                                                 | 16                                                                                 | 41                                                                                 | 20                                                                                 | 10                                                                                 | 27                                                                                 | 35                                                                                 | 22                                                                                 | 16                                                                                 | 33                                                                                 | 19                                                                                 | 20                                                                                 | 17                                                                                 | 7                                                                                  | 25                                                                                 | 8                                                                                  | 25                                                                                 | 13                                                                                 | 36                                                                                 | 4                                                                                  | 13                                                                                 | 22                                                                                 | 27                                                                                 | 43                                                                                 | 22                                                                                 | 23                                                                                 | 7                                                                                  | 41                                                                                 | 14                                                                                 | 18                                                                                 | 11                                                                                 | 20                                                                                 | 14                                                                                 | 832                                                                                |                                                                                    |
| 22 | A. J. Allmendinger                                                                 | 20                                                                                 | 7                                                                                  | 6                                                                                  | 17                                                                                 | 34                                                                                 | 43                                                                                 | 21                                                                                 | 34                                                                                 | 13                                                                                 | 17                                                                                 | 14                                                                                 | 29                                                                                 | 24                                                                                 | 38                                                                                 | 23                                                                                 | 37                                                                                 | 21                                                                                 | 26                                                                                 | 13                                                                                 | 23                                                                                 | 7                                                                                  | 24                                                                                 | 28                                                                                 | 26                                                                                 | 23                                                                                 | 24                                                                                 | 36                                                                                 | 23                                                                                 | 30                                                                                 | 16                                                                                 | 27                                                                                 | 36                                                                                 | 11                                                                                 | 17                                                                                 | 24                                                                                 | 20                                                                                 | 758                                                                                |                                                                                    |
| 23 | Casey Mears                                                                        | 6                                                                                  | 15                                                                                 | 25                                                                                 | 20                                                                                 | 23                                                                                 | 15                                                                                 | 27                                                                                 | 36                                                                                 | 30                                                                                 | 28                                                                                 | 19                                                                                 | 23                                                                                 | 27                                                                                 | 16                                                                                 | 13                                                                                 | 38                                                                                 | 11                                                                                 | 23                                                                                 | 16                                                                                 | 20                                                                                 | 28                                                                                 | 18                                                                                 | 42                                                                                 | 23                                                                                 | 29                                                                                 | 21                                                                                 | 20                                                                                 | 18                                                                                 | 24                                                                                 | 18                                                                                 | 23                                                                                 | 31                                                                                 | 17                                                                                 | 26                                                                                 | 22                                                                                 | 42                                                                                 | 754                                                                                |                                                                                    |
| 24 | Danica Patrick                                                                     | 21                                                                                 | 16                                                                                 | 27                                                                                 | 26                                                                                 | 19                                                                                 | 7                                                                                  | 16                                                                                 | 9                                                                                  | 25                                                                                 | 21                                                                                 | 27                                                                                 | 22                                                                                 | 15                                                                                 | 37                                                                                 | 16                                                                                 | 24                                                                                 | 35                                                                                 | 34                                                                                 | 24                                                                                 | 27                                                                                 | 16                                                                                 | 17                                                                                 | 25                                                                                 | 27                                                                                 | 42                                                                                 | 19                                                                                 | 26                                                                                 | 40                                                                                 | 21                                                                                 | 19                                                                                 | 22                                                                                 | 27                                                                                 | 40                                                                                 | 16                                                                                 | 16                                                                                 | 24                                                                                 | 716                                                                                |                                                                                    |
| 25 | Ricky Stenhouse Jr.                                                                | 29                                                                                 | 36                                                                                 | 29                                                                                 | 12                                                                                 | 15                                                                                 | 40                                                                                 | 15                                                                                 | 4                                                                                  | 28                                                                                 | 26                                                                                 | 24                                                                                 | 37                                                                                 | 37                                                                                 | 42                                                                                 | 25                                                                                 | 20                                                                                 | 19                                                                                 | 11                                                                                 | 17                                                                                 | 35                                                                                 | 41                                                                                 | 34                                                                                 | 26                                                                                 | 21                                                                                 | 38                                                                                 | 16                                                                                 | 18                                                                                 | 13                                                                                 | 8                                                                                  | 13                                                                                 | 13                                                                                 | 9                                                                                  | 39                                                                                 | 21                                                                                 | 41                                                                                 | 22                                                                                 | 712                                                                                |                                                                                    |
| 26 | Sam Hornish Jr.                                                                    | 12                                                                                 | 21                                                                                 | 24                                                                                 | 40                                                                                 | 43                                                                                 | 32                                                                                 | 26                                                                                 | 19                                                                                 | 35                                                                                 | 6                                                                                  | 16                                                                                 | 24                                                                                 | 22                                                                                 | 41                                                                                 | 26                                                                                 | 10                                                                                 | 30                                                                                 | 22                                                                                 | 29                                                                                 | 17                                                                                 | 39                                                                                 | 9                                                                                  | 18                                                                                 | 18                                                                                 | 28                                                                                 | 28                                                                                 | 30                                                                                 | 20                                                                                 | 20                                                                                 | 17                                                                                 | 28                                                                                 | 17                                                                                 | 28                                                                                 | 24                                                                                 | 31                                                                                 | 25                                                                                 | 709                                                                                |                                                                                    |
| 27 | David Ragan                                                                        | 17                                                                                 | 18                                                                                 | 22                                                                                 | 21                                                                                 | 18                                                                                 | 5                                                                                  | 13                                                                                 | 41                                                                                 | 23                                                                                 | 38                                                                                 | 33                                                                                 | 41                                                                                 | 13                                                                                 | 23                                                                                 | 35                                                                                 | 39                                                                                 | 12                                                                                 | 18                                                                                 | 18                                                                                 | 21                                                                                 | 17                                                                                 | 23                                                                                 | 18                                                                                 | 40                                                                                 | 40                                                                                 | 17                                                                                 | 15                                                                                 | 41                                                                                 | 22                                                                                 | 37                                                                                 | 25                                                                                 | 30                                                                                 | 25                                                                                 | 23                                                                                 | 18                                                                                 | 27                                                                                 | 701                                                                                |                                                                                    |
| 28 | Tony Stewart                                                                       | 42                                                                                 | 30                                                                                 | 33                                                                                 | 39                                                                                 | 14                                                                                 | 20                                                                                 | 24                                                                                 | 6                                                                                  | 41                                                                                 | 19                                                                                 | 39                                                                                 | 21                                                                                 | 16                                                                                 | 21                                                                                 | 28                                                                                 | 12                                                                                 | 14                                                                                 | 33                                                                                 | 20                                                                                 | 28                                                                                 | 9                                                                                  | 43                                                                                 | 21                                                                                 | 19                                                                                 | 15                                                                                 | 29                                                                                 | 25                                                                                 | 11                                                                                 | 26                                                                                 | 26                                                                                 | 35                                                                                 | 25                                                                                 | 10                                                                                 | 42                                                                                 | 27                                                                                 | 29                                                                                 | 695                                                                                |                                                                                    |
| 29 | Trevor Bayne                                                                       | 30                                                                                 | 19                                                                                 | 28                                                                                 | 28                                                                                 | 29                                                                                 | 18                                                                                 | 18                                                                                 | 28                                                                                 | 24                                                                                 | 41                                                                                 | 31                                                                                 | 27                                                                                 | 43                                                                                 | 24                                                                                 | 9                                                                                  | 23                                                                                 | 9                                                                                  | 13                                                                                 | 32                                                                                 | 40                                                                                 | 40                                                                                 | 22                                                                                 | 22                                                                                 | 15                                                                                 | 35                                                                                 | 23                                                                                 | 28                                                                                 | 16                                                                                 | 31                                                                                 | 22                                                                                 | 18                                                                                 | 21                                                                                 | 31                                                                                 | 39                                                                                 | 34                                                                                 | 18                                                                                 | 655                                                                                |                                                                                    |
| 30 | Justin Allgaier                                                                    | 37                                                                                 | 20                                                                                 | 31                                                                                 | 18                                                                                 | 12                                                                                 | 42                                                                                 | 39                                                                                 | 8                                                                                  | 18                                                                                 | 23                                                                                 | 30                                                                                 | 43                                                                                 | 42                                                                                 | 20                                                                                 | 27                                                                                 | 35                                                                                 | 18                                                                                 | 24                                                                                 | 40                                                                                 | 37                                                                                 | 24                                                                                 | 19                                                                                 | 29                                                                                 | 12                                                                                 | 33                                                                                 | 25                                                                                 | 23                                                                                 | 39                                                                                 | 27                                                                                 | 40                                                                                 | 26                                                                                 | 42                                                                                 | 13                                                                                 | 28                                                                                 | 17                                                                                 | 36                                                                                 | 588                                                                                |                                                                                    |
| 31 | Cole Whitt                                                                         | 22                                                                                 | 37                                                                                 | 32                                                                                 | 25                                                                                 | 24                                                                                 | 22                                                                                 | 35                                                                                 | 27                                                                                 | 36                                                                                 | 13                                                                                 | 35                                                                                 | 28                                                                                 | 26                                                                                 | 28                                                                                 | 32                                                                                 | 22                                                                                 | 25                                                                                 | 37                                                                                 | 28                                                                                 | 33                                                                                 | 27                                                                                 | 21                                                                                 | 27                                                                                 | 29                                                                                 | 43                                                                                 | 38                                                                                 | 29                                                                                 | 24                                                                                 | 28                                                                                 | 38                                                                                 | 33                                                                                 | 22                                                                                 | 20                                                                                 | 27                                                                                 | 33                                                                                 | 28                                                                                 | 553                                                                                |                                                                                    |
| 32 | David Gilliland                                                                    | 11                                                                                 | 22                                                                                 | 23                                                                                 | 29                                                                                 | 35                                                                                 | 25                                                                                 | 28                                                                                 | 18                                                                                 | 31                                                                                 | 20                                                                                 | 32                                                                                 | 33                                                                                 | 25                                                                                 | 27                                                                                 | 42                                                                                 | 43                                                                                 | 40                                                                                 | 29                                                                                 | 21                                                                                 | 29                                                                                 | 33                                                                                 | 33                                                                                 | 32                                                                                 | 36                                                                                 | 27                                                                                 | 33                                                                                 | 32                                                                                 | 28                                                                                 | 30                                                                                 | 27                                                                                 | 36                                                                                 | 32                                                                                 | 24                                                                                 | 29                                                                                 | 30                                                                                 | 32                                                                                 | 533                                                                                |                                                                                    |
| 33 | Alex Bowman                                                                        | DNQ                                                                                | 23                                                                                 | 43                                                                                 | 30                                                                                 | 33                                                                                 | 37                                                                                 | 33                                                                                 | 20                                                                                 | 32                                                                                 | 16                                                                                 | 43                                                                                 | 26                                                                                 | 20                                                                                 | 26                                                                                 | 41                                                                                 | 31                                                                                 | 24                                                                                 | 31                                                                                 | 42                                                                                 | 43                                                                                 | 25                                                                                 | 29                                                                                 | 31                                                                                 | 32                                                                                 | 24                                                                                 | 37                                                                                 | 37                                                                                 | 42                                                                                 | 32                                                                                 | 32                                                                                 | 31                                                                                 | 33                                                                                 | 22                                                                                 | 41                                                                                 | 38                                                                                 | 26                                                                                 | 437                                                                                |                                                                                    |
| 34 | Brett Moffitt R                                                                    |                                                                                    | 8                                                                                  | 37                                                                                 | 32                                                                                 | 22                                                                                 | 28                                                                                 | 29                                                                                 | 17                                                                                 | 29                                                                                 |                                                                                    | 34                                                                                 | 31                                                                                 | 28                                                                                 | 30                                                                                 | 33                                                                                 |                                                                                    | 27                                                                                 | 32                                                                                 | 33                                                                                 | 34                                                                                 | 31                                                                                 |                                                                                    | 34                                                                                 | 30                                                                                 | 36                                                                                 | 35                                                                                 | 31                                                                                 | 27                                                                                 | 42                                                                                 | 30                                                                                 | 32                                                                                 |                                                                                    | 35                                                                                 | 30                                                                                 | 36                                                                                 | 31                                                                                 | 422                                                                                |                                                                                    |
| 35 | Matt DiBenedetto R                                                                 |                                                                                    | DNQ                                                                                | DNQ                                                                                | 35                                                                                 | 42                                                                                 | 31                                                                                 | 34                                                                                 | 21                                                                                 | 37                                                                                 | 18                                                                                 | 25                                                                                 | 34                                                                                 | 32                                                                                 | 32                                                                                 | 39                                                                                 | 29                                                                                 | 26                                                                                 | 42                                                                                 | 35                                                                                 | 32                                                                                 | 29                                                                                 | 26                                                                                 | 30                                                                                 | 33                                                                                 | 25                                                                                 | 36                                                                                 | 39                                                                                 | 30                                                                                 | 34                                                                                 | 29                                                                                 | 30                                                                                 | 40                                                                                 | 30                                                                                 | 35                                                                                 | 28                                                                                 | 37                                                                                 | 399                                                                                |                                                                                    |
| 36 | Michael Annett                                                                     | 13                                                                                 | 29                                                                                 | 39                                                                                 | 42                                                                                 | 38                                                                                 | 39                                                                                 | 40                                                                                 | 23                                                                                 | 33                                                                                 | 29                                                                                 | 23                                                                                 | 32                                                                                 | 41                                                                                 | 34                                                                                 | 30                                                                                 | 33                                                                                 | 37                                                                                 | 30                                                                                 | 36                                                                                 | 30                                                                                 | 26                                                                                 | 31                                                                                 | 35                                                                                 | 43                                                                                 | 39                                                                                 | 43                                                                                 | 34                                                                                 | 29                                                                                 | 37                                                                                 | 25                                                                                 | 34                                                                                 | DNQ                                                                                | 23                                                                                 | 31                                                                                 | 32                                                                                 | 30                                                                                 | 398                                                                                |                                                                                    |
| 37 | Josh Wise                                                                          | DNQ                                                                                | 32                                                                                 | 34                                                                                 | 36                                                                                 | 36                                                                                 | 30                                                                                 | 38                                                                                 | 39                                                                                 | 42                                                                                 | 10                                                                                 | 28                                                                                 | 35                                                                                 | 40                                                                                 | 29                                                                                 | 34                                                                                 | 28                                                                                 | 31                                                                                 | 43                                                                                 |                                                                                    | DNQ                                                                                |                                                                                    |                                                                                    | 37                                                                                 | 35                                                                                 | DNQ                                                                                | DNQ                                                                                | 33                                                                                 | 31                                                                                 | 36                                                                                 | DNQ                                                                                |                                                                                    | 29                                                                                 |                                                                                    |                                                                                    |                                                                                    | 39                                                                                 | 254                                                                                |                                                                                    |
| 38 | Jeb Burton R                                                                       | DNQ                                                                                | 35                                                                                 | 40                                                                                 | 34                                                                                 | 39                                                                                 | 29                                                                                 | DNQ                                                                                | 42                                                                                 | 38                                                                                 | DNQ                                                                                | 42                                                                                 | DNQ                                                                                | 30                                                                                 | 33                                                                                 | 37                                                                                 | 32                                                                                 | 36                                                                                 | 41                                                                                 | 41                                                                                 | DNQ                                                                                | 35                                                                                 | 39                                                                                 | 33                                                                                 | DNQ                                                                                | 31                                                                                 | 39                                                                                 | 38                                                                                 | 33                                                                                 | 43                                                                                 | 41                                                                                 | 37                                                                                 | DNQ                                                                                | 27                                                                                 | 32                                                                                 | 39                                                                                 | DNQ                                                                                | 216                                                                                |                                                                                    |
| 39 | Michael McDowell                                                                   | 31                                                                                 | 27                                                                                 | 30                                                                                 |                                                                                    |                                                                                    |                                                                                    | 31                                                                                 | 22                                                                                 |                                                                                    | DNQ                                                                                | 36                                                                                 | 30                                                                                 |                                                                                    |                                                                                    |                                                                                    | 34                                                                                 | DNQ                                                                                | DNQ                                                                                |                                                                                    | 31                                                                                 |                                                                                    | 20                                                                                 |                                                                                    | 31                                                                                 |                                                                                    | 42                                                                                 | DNQ                                                                                |                                                                                    |                                                                                    | 31                                                                                 |                                                                                    | 28                                                                                 |                                                                                    | 34                                                                                 |                                                                                    | 33                                                                                 | 213                                                                                |                                                                                    |
| 40 | Alex Kennedy R                                                                     |                                                                                    |                                                                                    |                                                                                    | 38                                                                                 |                                                                                    | 33                                                                                 | 37                                                                                 | 33                                                                                 | 39                                                                                 |                                                                                    |                                                                                    | 36                                                                                 |                                                                                    |                                                                                    |                                                                                    | 25                                                                                 |                                                                                    | 40                                                                                 |                                                                                    |                                                                                    | 38                                                                                 | 28                                                                                 |                                                                                    |                                                                                    |                                                                                    |                                                                                    |                                                                                    |                                                                                    | 38                                                                                 | 34                                                                                 |                                                                                    |                                                                                    | 33                                                                                 |                                                                                    |                                                                                    |                                                                                    | 120                                                                                |                                                                                    |
| 41 | Reed Sorenson                                                                      | 32                                                                                 | DNQ                                                                                | DNQ                                                                                |                                                                                    | DNQ                                                                                |                                                                                    |                                                                                    |                                                                                    | 34                                                                                 |                                                                                    |                                                                                    |                                                                                    |                                                                                    |                                                                                    |                                                                                    |                                                                                    |                                                                                    | 36                                                                                 | DNQ                                                                                | DNQ                                                                                | 34                                                                                 |                                                                                    | DNQ                                                                                | DNQ                                                                                |                                                                                    | 41                                                                                 | 40                                                                                 |                                                                                    | 33                                                                                 | 35                                                                                 | 38                                                                                 |                                                                                    |                                                                                    | DNQ                                                                                |                                                                                    | DNQ                                                                                | 74                                                                                 |                                                                                    |
| 42 | Bobby Labonte                                                                      | 24                                                                                 |                                                                                    |                                                                                    |                                                                                    |                                                                                    |                                                                                    |                                                                                    |                                                                                    |                                                                                    | 27                                                                                 |                                                                                    |                                                                                    |                                                                                    |                                                                                    |                                                                                    |                                                                                    | 43                                                                                 |                                                                                    |                                                                                    |                                                                                    |                                                                                    |                                                                                    |                                                                                    |                                                                                    |                                                                                    |                                                                                    |                                                                                    |                                                                                    |                                                                                    |                                                                                    |                                                                                    | 23                                                                                 |                                                                                    |                                                                                    |                                                                                    |                                                                                    | 60                                                                                 |                                                                                    |
| 43 | Michael Waltrip                                                                    | 26                                                                                 |                                                                                    |                                                                                    |                                                                                    |                                                                                    |                                                                                    |                                                                                    |                                                                                    |                                                                                    | 36                                                                                 |                                                                                    |                                                                                    |                                                                                    |                                                                                    |                                                                                    |                                                                                    |                                                                                    |                                                                                    |                                                                                    |                                                                                    |                                                                                    |                                                                                    |                                                                                    |                                                                                    |                                                                                    |                                                                                    |                                                                                    |                                                                                    |                                                                                    |                                                                                    |                                                                                    | 13                                                                                 |                                                                                    |                                                                                    |                                                                                    |                                                                                    | 58                                                                                 |                                                                                    |
| 44 | Ryan Preece                                                                        |                                                                                    |                                                                                    |                                                                                    |                                                                                    |                                                                                    |                                                                                    |                                                                                    |                                                                                    |                                                                                    |                                                                                    |                                                                                    |                                                                                    |                                                                                    |                                                                                    |                                                                                    |                                                                                    |                                                                                    |                                                                                    |                                                                                    |                                                                                    |                                                                                    |                                                                                    |                                                                                    |                                                                                    |                                                                                    |                                                                                    |                                                                                    | 32                                                                                 |                                                                                    |                                                                                    |                                                                                    |                                                                                    | 42                                                                                 | 36                                                                                 | 37                                                                                 | 38                                                                                 | 35                                                                                 |                                                                                    |
| 45 | Brian Vickers                                                                      |                                                                                    |                                                                                    | 15                                                                                 | 41                                                                                 |                                                                                    |                                                                                    |                                                                                    |                                                                                    |                                                                                    |                                                                                    |                                                                                    |                                                                                    |                                                                                    |                                                                                    |                                                                                    |                                                                                    |                                                                                    |                                                                                    |                                                                                    |                                                                                    |                                                                                    |                                                                                    |                                                                                    |                                                                                    |                                                                                    |                                                                                    |                                                                                    |                                                                                    |                                                                                    |                                                                                    |                                                                                    |                                                                                    |                                                                                    |                                                                                    |                                                                                    |                                                                                    | 32                                                                                 |                                                                                    |
| 46 | Will Kimmel                                                                        |                                                                                    |                                                                                    |                                                                                    |                                                                                    |                                                                                    |                                                                                    |                                                                                    |                                                                                    |                                                                                    |                                                                                    |                                                                                    |                                                                                    |                                                                                    |                                                                                    |                                                                                    |                                                                                    |                                                                                    | 38                                                                                 |                                                                                    |                                                                                    |                                                                                    |                                                                                    |                                                                                    |                                                                                    |                                                                                    |                                                                                    |                                                                                    |                                                                                    |                                                                                    |                                                                                    | 39                                                                                 |                                                                                    |                                                                                    |                                                                                    |                                                                                    |                                                                                    | 11                                                                                 |                                                                                    |
| 47 | Mike Wallace                                                                       | 36                                                                                 | DNQ                                                                                | DNQ                                                                                |                                                                                    |                                                                                    |                                                                                    |                                                                                    |                                                                                    |                                                                                    |                                                                                    |                                                                                    |                                                                                    |                                                                                    |                                                                                    |                                                                                    |                                                                                    |                                                                                    |                                                                                    |                                                                                    |                                                                                    |                                                                                    |                                                                                    |                                                                                    |                                                                                    |                                                                                    |                                                                                    |                                                                                    |                                                                                    |                                                                                    |                                                                                    |                                                                                    |                                                                                    |                                                                                    |                                                                                    |                                                                                    |                                                                                    | 8                                                                                  |                                                                                    |
| 48 | T. J. Bell                                                                         |                                                                                    |                                                                                    |                                                                                    |                                                                                    |                                                                                    |                                                                                    |                                                                                    |                                                                                    |                                                                                    |                                                                                    |                                                                                    |                                                                                    |                                                                                    |                                                                                    |                                                                                    |                                                                                    |                                                                                    |                                                                                    |                                                                                    |                                                                                    |                                                                                    | DNQ                                                                                |                                                                                    |                                                                                    | 37                                                                                 |                                                                                    |                                                                                    |                                                                                    |                                                                                    |                                                                                    |                                                                                    |                                                                                    |                                                                                    |                                                                                    |                                                                                    |                                                                                    | 7                                                                                  |                                                                                    |
| 49 | Eddie MacDonald                                                                    |                                                                                    |                                                                                    |                                                                                    |                                                                                    |                                                                                    |                                                                                    |                                                                                    |                                                                                    |                                                                                    |                                                                                    |                                                                                    |                                                                                    |                                                                                    |                                                                                    |                                                                                    |                                                                                    |                                                                                    |                                                                                    | 37                                                                                 |                                                                                    |                                                                                    |                                                                                    |                                                                                    |                                                                                    |                                                                                    |                                                                                    |                                                                                    |                                                                                    |                                                                                    |                                                                                    |                                                                                    |                                                                                    |                                                                                    |                                                                                    |                                                                                    |                                                                                    | 7                                                                                  |                                                                                    |
| 50 | Kyle Fowler                                                                        |                                                                                    |                                                                                    |                                                                                    |                                                                                    |                                                                                    |                                                                                    |                                                                                    |                                                                                    |                                                                                    |                                                                                    |                                                                                    |                                                                                    |                                                                                    |                                                                                    |                                                                                    |                                                                                    |                                                                                    |                                                                                    |                                                                                    |                                                                                    |                                                                                    |                                                                                    |                                                                                    |                                                                                    |                                                                                    |                                                                                    |                                                                                    |                                                                                    |                                                                                    |                                                                                    |                                                                                    |                                                                                    | 41                                                                                 |                                                                                    |                                                                                    |                                                                                    | 3                                                                                  |                                                                                    |
| 51 | Ron Hornaday Jr.                                                                   | DNQ                                                                                | 42                                                                                 |                                                                                    |                                                                                    |                                                                                    | DNQ                                                                                |                                                                                    | DNQ                                                                                |                                                                                    |                                                                                    |                                                                                    |                                                                                    |                                                                                    |                                                                                    |                                                                                    |                                                                                    |                                                                                    |                                                                                    |                                                                                    |                                                                                    |                                                                                    |                                                                                    |                                                                                    |                                                                                    |                                                                                    |                                                                                    |                                                                                    |                                                                                    |                                                                                    |                                                                                    |                                                                                    |                                                                                    |                                                                                    |                                                                                    |                                                                                    |                                                                                    | 2                                                                                  |                                                                                    |
| 52 | Tanner Berryhill R                                                                 |                                                                                    |                                                                                    |                                                                                    | DNQ                                                                                |                                                                                    |                                                                                    |                                                                                    |                                                                                    |                                                                                    |                                                                                    |                                                                                    |                                                                                    |                                                                                    |                                                                                    |                                                                                    |                                                                                    |                                                                                    |                                                                                    |                                                                                    |                                                                                    |                                                                                    |                                                                                    |                                                                                    |                                                                                    |                                                                                    |                                                                                    |                                                                                    |                                                                                    |                                                                                    |                                                                                    |                                                                                    |                                                                                    |                                                                                    |                                                                                    |                                                                                    |                                                                                    |                                                                                    |                                                                                    |
| Pilotes non-éligibles pour le titre de champion de la Nascar Cup Series 2015 |                                                                                    |                                                                                    |                                                                                    |                                                                                    |                                                                                    |                                                                                    |                                                                                    |                                                                                    |                                                                                    |                                                                                    |                                                                                    |                                                                                    |                                                                                    |                                                                                    |                                                                                    |                                                                                    |                                                                                    |                                                                                    |                                                                                    |                                                                                    |                                                                                    |                                                                                    |                                                                                    |                                                                                    |                                                                                    |                                                                                    |                                                                                    |                                                                                    |                                                                                    |                                                                                    |                                                                                    |                                                                                    |                                                                                    |                                                                                    |                                                                                    |                                                                                    |                                                                                    |                                                                                    |                                                                                    |
| Pos. | Pilote                                                                             | DAY                                                                                | PHO                                                                                | LVS                                                                                | BRI                                                                                | CAL                                                                                | MAR                                                                                | TEX                                                                                | DAR                                                                                | RCH                                                                                | TAL                                                                                | KAN                                                                                | CLT                                                                                | DOV                                                                                | POC                                                                                | MCH                                                                                | SON                                                                                | KEN                                                                                | DAY                                                                                | NHA                                                                                | IND                                                                                | POC                                                                                | GLN                                                                                | MCH                                                                                | BRI                                                                                | ATL                                                                                | RCH                                                                                |                                                                                    | CHI                                                                                | NHA                                                                                | DOV                                                                                | KAN                                                                                | CLT                                                                                | TAL                                                                                | MAR                                                                                | TEX                                                                                | PHO                                                                                | HOM                                                                                | Pts                                                                                |
| 1 | Ryan Blaney                                                                        | 39                                                                                 |                                                                                    | 19                                                                                 |                                                                                    |                                                                                    |                                                                                    | 42                                                                                 |                                                                                    |                                                                                    | 4                                                                                  |                                                                                    | 42                                                                                 |                                                                                    |                                                                                    | 24                                                                                 |                                                                                    | DNQ                                                                                | DNQ                                                                                | 23                                                                                 | 12                                                                                 |                                                                                    |                                                                                    | 24                                                                                 | 22                                                                                 | 30                                                                                 |                                                                                    | DNQ                                                                                |                                                                                    |                                                                                    | 14                                                                                 | 7                                                                                  | 43                                                                                 |                                                                                    | 43                                                                                 |                                                                                    | 17                                                                                 |                                                                                    |                                                                                    |
| 2 | Brian Scott                                                                        | DNQ                                                                                | QL                                                                                 | 13                                                                                 |                                                                                    | 27                                                                                 |                                                                                    |                                                                                    |                                                                                    |                                                                                    | 43                                                                                 |                                                                                    |                                                                                    | 38                                                                                 |                                                                                    |                                                                                    |                                                                                    | 42                                                                                 |                                                                                    |                                                                                    | 36                                                                                 |                                                                                    |                                                                                    |                                                                                    |                                                                                    |                                                                                    | 22                                                                                 | 22                                                                                 |                                                                                    |                                                                                    |                                                                                    | 12                                                                                 |                                                                                    |                                                                                    | 14                                                                                 |                                                                                    |                                                                                    |                                                                                    |                                                                                    |
| 3 | Erik Jones                                                                         |                                                                                    |                                                                                    |                                                                                    |                                                                                    |                                                                                    |                                                                                    |                                                                                    |                                                                                    |                                                                                    |                                                                                    | 40                                                                                 |                                                                                    |                                                                                    |                                                                                    |                                                                                    |                                                                                    |                                                                                    |                                                                                    |                                                                                    |                                                                                    |                                                                                    |                                                                                    |                                                                                    |                                                                                    |                                                                                    |                                                                                    |                                                                                    |                                                                                    |                                                                                    |                                                                                    |                                                                                    |                                                                                    |                                                                                    | 12                                                                                 | 19                                                                                 |                                                                                    |                                                                                    |                                                                                    |
| 4 | Landon Cassill                                                                     | 43                                                                                 | 43                                                                                 | 35                                                                                 | 22                                                                                 | 25                                                                                 | 21                                                                                 | 32                                                                                 | 43                                                                                 | 26                                                                                 | 39                                                                                 | 29                                                                                 | 39                                                                                 | 23                                                                                 | 25                                                                                 | 31                                                                                 | 36                                                                                 | 13                                                                                 | 28                                                                                 | 30                                                                                 | 26                                                                                 | 14                                                                                 | 35                                                                                 | 36                                                                                 | 38                                                                                 | 20                                                                                 | 30                                                                                 | 27                                                                                 | 38                                                                                 | 40                                                                                 | 23                                                                                 | 43                                                                                 | 34                                                                                 | 21                                                                                 | 25                                                                                 | 35                                                                                 | 35                                                                                 |                                                                                    |                                                                                    |
| 5 | Ty Dillon                                                                          | 28                                                                                 |                                                                                    |                                                                                    |                                                                                    |                                                                                    |                                                                                    |                                                                                    |                                                                                    |                                                                                    |                                                                                    | 26                                                                                 |                                                                                    |                                                                                    | 18                                                                                 | 14                                                                                 |                                                                                    |                                                                                    |                                                                                    |                                                                                    |                                                                                    |                                                                                    |                                                                                    |                                                                                    |                                                                                    |                                                                                    |                                                                                    |                                                                                    |                                                                                    |                                                                                    |                                                                                    |                                                                                    |                                                                                    |                                                                                    |                                                                                    |                                                                                    | 23                                                                                 |                                                                                    |                                                                                    |
| 6 | J. J. Yeley                                                                        | 40                                                                                 | 34                                                                                 | 36                                                                                 | 31                                                                                 | 37                                                                                 | 26                                                                                 | 43                                                                                 | 32                                                                                 | QL                                                                                 | 14                                                                                 | 37                                                                                 | 38                                                                                 | 29                                                                                 | 36                                                                                 | 38                                                                                 | 41                                                                                 | 33                                                                                 | 39                                                                                 | 43                                                                                 | 39                                                                                 | 30                                                                                 | 30                                                                                 | 38                                                                                 | 34                                                                                 | 34                                                                                 | 34                                                                                 | 35                                                                                 |                                                                                    | 35                                                                                 | 33                                                                                 | 42                                                                                 | 38                                                                                 | 29                                                                                 | 33                                                                                 | 29                                                                                 | 34                                                                                 |                                                                                    |                                                                                    |
| 7 | Regan Smith                                                                        | 16                                                                                 | 17                                                                                 | 16                                                                                 |                                                                                    |                                                                                    | 16                                                                                 |                                                                                    |                                                                                    |                                                                                    |                                                                                    |                                                                                    |                                                                                    |                                                                                    |                                                                                    |                                                                                    |                                                                                    |                                                                                    |                                                                                    |                                                                                    |                                                                                    |                                                                                    |                                                                                    |                                                                                    |                                                                                    |                                                                                    |                                                                                    |                                                                                    |                                                                                    |                                                                                    |                                                                                    |                                                                                    |                                                                                    |                                                                                    |                                                                                    |                                                                                    |                                                                                    |                                                                                    |                                                                                    |
| 8 | Chase Elliott                                                                      |                                                                                    |                                                                                    |                                                                                    |                                                                                    |                                                                                    | 38                                                                                 |                                                                                    |                                                                                    | 16                                                                                 |                                                                                    |                                                                                    | 18                                                                                 |                                                                                    |                                                                                    |                                                                                    |                                                                                    |                                                                                    |                                                                                    |                                                                                    | 18                                                                                 |                                                                                    |                                                                                    |                                                                                    |                                                                                    | 41                                                                                 |                                                                                    |                                                                                    |                                                                                    |                                                                                    |                                                                                    |                                                                                    |                                                                                    |                                                                                    |                                                                                    |                                                                                    |                                                                                    |                                                                                    |                                                                                    |
| 9 | Matt Crafton                                                                       | 18                                                                                 |                                                                                    |                                                                                    |                                                                                    |                                                                                    |                                                                                    |                                                                                    |                                                                                    |                                                                                    |                                                                                    |                                                                                    |                                                                                    |                                                                                    |                                                                                    |                                                                                    |                                                                                    |                                                                                    |                                                                                    |                                                                                    |                                                                                    |                                                                                    |                                                                                    |                                                                                    |                                                                                    |                                                                                    |                                                                                    |                                                                                    |                                                                                    |                                                                                    |                                                                                    |                                                                                    |                                                                                    |                                                                                    |                                                                                    |                                                                                    |                                                                                    |                                                                                    |                                                                                    |
| 10 | Johnny Sauter                                                                      | 19                                                                                 |                                                                                    |                                                                                    |                                                                                    |                                                                                    |                                                                                    |                                                                                    |                                                                                    |                                                                                    |                                                                                    |                                                                                    |                                                                                    |                                                                                    |                                                                                    |                                                                                    |                                                                                    |                                                                                    |                                                                                    |                                                                                    |                                                                                    |                                                                                    |                                                                                    |                                                                                    |                                                                                    |                                                                                    |                                                                                    |                                                                                    |                                                                                    |                                                                                    |                                                                                    |                                                                                    |                                                                                    |                                                                                    |                                                                                    |                                                                                    |                                                                                    |                                                                                    |                                                                                    |
| 11 | Chris Buescher                                                                     |                                                                                    |                                                                                    |                                                                                    |                                                                                    | 20                                                                                 | 24                                                                                 | 30                                                                                 | 25                                                                                 |                                                                                    | 24                                                                                 |                                                                                    |                                                                                    |                                                                                    |                                                                                    |                                                                                    |                                                                                    |                                                                                    |                                                                                    |                                                                                    |                                                                                    |                                                                                    | 37                                                                                 |                                                                                    |                                                                                    |                                                                                    |                                                                                    |                                                                                    |                                                                                    |                                                                                    |                                                                                    |                                                                                    |                                                                                    |                                                                                    |                                                                                    |                                                                                    |                                                                                    |                                                                                    |                                                                                    |
| 12 | Boris Said                                                                         |                                                                                    |                                                                                    |                                                                                    |                                                                                    |                                                                                    |                                                                                    |                                                                                    |                                                                                    |                                                                                    |                                                                                    |                                                                                    |                                                                                    |                                                                                    |                                                                                    |                                                                                    | 26                                                                                 |                                                                                    |                                                                                    |                                                                                    |                                                                                    |                                                                                    | 32                                                                                 |                                                                                    |                                                                                    |                                                                                    |                                                                                    |                                                                                    |                                                                                    |                                                                                    |                                                                                    |                                                                                    |                                                                                    |                                                                                    |                                                                                    |                                                                                    |                                                                                    |                                                                                    |                                                                                    |
| 13 | Brendan Gaughan                                                                    |                                                                                    | 28                                                                                 | 38                                                                                 | 37                                                                                 | 41                                                                                 | DNQ                                                                                | DNQ                                                                                | DNQ                                                                                | DNQ                                                                                | 40                                                                                 | DNQ                                                                                | DNQ                                                                                | 34                                                                                 | 40                                                                                 | DNQ                                                                                | DNQ                                                                                | 28                                                                                 |                                                                                    |                                                                                    |                                                                                    |                                                                                    |                                                                                    |                                                                                    |                                                                                    |                                                                                    |                                                                                    |                                                                                    |                                                                                    |                                                                                    |                                                                                    |                                                                                    |                                                                                    |                                                                                    |                                                                                    |                                                                                    |                                                                                    |                                                                                    |                                                                                    |
| 14 | Justin Marks                                                                       | DNQ                                                                                |                                                                                    |                                                                                    |                                                                                    |                                                                                    |                                                                                    |                                                                                    |                                                                                    |                                                                                    |                                                                                    |                                                                                    |                                                                                    |                                                                                    |                                                                                    |                                                                                    | 30                                                                                 |                                                                                    |                                                                                    |                                                                                    |                                                                                    |                                                                                    |                                                                                    |                                                                                    |                                                                                    |                                                                                    |                                                                                    |                                                                                    |                                                                                    |                                                                                    |                                                                                    |                                                                                    |                                                                                    |                                                                                    |                                                                                    |                                                                                    |                                                                                    |                                                                                    |                                                                                    |
| 15 | Mike Bliss                                                                         |                                                                                    | 31                                                                                 | DNQ                                                                                | 33                                                                                 | 40                                                                                 | 34                                                                                 | 36                                                                                 | 31                                                                                 |                                                                                    |                                                                                    |                                                                                    | DNQ                                                                                | 35                                                                                 |                                                                                    | 40                                                                                 |                                                                                    |                                                                                    |                                                                                    |                                                                                    |                                                                                    |                                                                                    |                                                                                    |                                                                                    | 37                                                                                 | 32                                                                                 |                                                                                    |                                                                                    |                                                                                    |                                                                                    |                                                                                    |                                                                                    |                                                                                    |                                                                                    |                                                                                    |                                                                                    |                                                                                    |                                                                                    |                                                                                    |
| 16 | Travis Kvapil                                                                      |                                                                                    |                                                                                    | DNQ                                                                                | DNQ                                                                                | DNQ                                                                                |                                                                                    |                                                                                    |                                                                                    |                                                                                    |                                                                                    |                                                                                    | DNQ                                                                                | DNQ                                                                                | 35                                                                                 |                                                                                    |                                                                                    |                                                                                    | DNQ                                                                                |                                                                                    |                                                                                    | 32                                                                                 |                                                                                    | 40                                                                                 | DNQ                                                                                | DNQ                                                                                |                                                                                    | DNQ                                                                                | DNQ                                                                                |                                                                                    |                                                                                    |                                                                                    | 35                                                                                 |                                                                                    |                                                                                    |                                                                                    |                                                                                    |                                                                                    |                                                                                    |
| 17 | Joe Nemechek                                                                       |                                                                                    | 33                                                                                 |                                                                                    |                                                                                    |                                                                                    |                                                                                    |                                                                                    |                                                                                    |                                                                                    |                                                                                    |                                                                                    |                                                                                    |                                                                                    |                                                                                    |                                                                                    |                                                                                    |                                                                                    |                                                                                    |                                                                                    |                                                                                    |                                                                                    |                                                                                    |                                                                                    |                                                                                    |                                                                                    |                                                                                    |                                                                                    |                                                                                    |                                                                                    |                                                                                    |                                                                                    |                                                                                    |                                                                                    |                                                                                    |                                                                                    |                                                                                    |                                                                                    |                                                                                    |
| 18 | B. J. McLeod                                                                       |                                                                                    |                                                                                    |                                                                                    |                                                                                    |                                                                                    |                                                                                    |                                                                                    |                                                                                    |                                                                                    |                                                                                    |                                                                                    |                                                                                    |                                                                                    |                                                                                    |                                                                                    |                                                                                    |                                                                                    |                                                                                    |                                                                                    |                                                                                    |                                                                                    |                                                                                    |                                                                                    |                                                                                    |                                                                                    |                                                                                    |                                                                                    | 34                                                                                 |                                                                                    |                                                                                    |                                                                                    |                                                                                    |                                                                                    |                                                                                    |                                                                                    |                                                                                    |                                                                                    |                                                                                    |
| 19 | Joey Gase                                                                          |                                                                                    |                                                                                    |                                                                                    |                                                                                    |                                                                                    |                                                                                    |                                                                                    |                                                                                    | 43                                                                                 |                                                                                    | 38                                                                                 |                                                                                    |                                                                                    |                                                                                    |                                                                                    |                                                                                    |                                                                                    |                                                                                    |                                                                                    |                                                                                    |                                                                                    |                                                                                    |                                                                                    |                                                                                    |                                                                                    |                                                                                    |                                                                                    |                                                                                    |                                                                                    |                                                                                    |                                                                                    |                                                                                    |                                                                                    | DNQ                                                                                | 42                                                                                 |                                                                                    |                                                                                    |                                                                                    |
| 20 | Jeffrey Earnhardt                                                                  |                                                                                    |                                                                                    |                                                                                    |                                                                                    |                                                                                    |                                                                                    |                                                                                    |                                                                                    |                                                                                    |                                                                                    |                                                                                    |                                                                                    |                                                                                    |                                                                                    |                                                                                    |                                                                                    |                                                                                    |                                                                                    |                                                                                    |                                                                                    |                                                                                    |                                                                                    |                                                                                    |                                                                                    |                                                                                    | 40                                                                                 |                                                                                    | 35                                                                                 |                                                                                    |                                                                                    |                                                                                    |                                                                                    |                                                                                    |                                                                                    |                                                                                    |                                                                                    |                                                                                    |                                                                                    |
| 21 | Timmy Hill                                                                         |                                                                                    |                                                                                    |                                                                                    |                                                                                    |                                                                                    |                                                                                    |                                                                                    |                                                                                    |                                                                                    |                                                                                    |                                                                                    |                                                                                    |                                                                                    |                                                                                    |                                                                                    |                                                                                    |                                                                                    |                                                                                    | 38                                                                                 | 41                                                                                 | 36                                                                                 | 38                                                                                 | 43                                                                                 | 39                                                                                 | DNQ                                                                                | DNQ                                                                                | 41                                                                                 | 36                                                                                 | 39                                                                                 | DNQ                                                                                | DNQ                                                                                | 41                                                                                 | 36                                                                                 |                                                                                    | 43                                                                                 |                                                                                    |                                                                                    |                                                                                    |
| 22 | Derek White                                                                        |                                                                                    |                                                                                    |                                                                                    |                                                                                    |                                                                                    |                                                                                    |                                                                                    |                                                                                    |                                                                                    |                                                                                    |                                                                                    |                                                                                    |                                                                                    |                                                                                    |                                                                                    |                                                                                    |                                                                                    |                                                                                    | 39                                                                                 |                                                                                    |                                                                                    |                                                                                    |                                                                                    |                                                                                    |                                                                                    |                                                                                    |                                                                                    |                                                                                    |                                                                                    |                                                                                    |                                                                                    |                                                                                    |                                                                                    |                                                                                    |                                                                                    |                                                                                    |                                                                                    |                                                                                    |
| 23 | Jeff Green                                                                         |                                                                                    |                                                                                    |                                                                                    |                                                                                    |                                                                                    |                                                                                    |                                                                                    |                                                                                    | 40                                                                                 |                                                                                    |                                                                                    | DNQ                                                                                | DNQ                                                                                |                                                                                    |                                                                                    |                                                                                    |                                                                                    |                                                                                    |                                                                                    |                                                                                    |                                                                                    |                                                                                    |                                                                                    |                                                                                    |                                                                                    |                                                                                    |                                                                                    |                                                                                    |                                                                                    |                                                                                    |                                                                                    |                                                                                    |                                                                                    |                                                                                    |                                                                                    |                                                                                    |                                                                                    |                                                                                    |
| 24 | Ryan Ellis                                                                         |                                                                                    |                                                                                    |                                                                                    |                                                                                    |                                                                                    |                                                                                    |                                                                                    |                                                                                    |                                                                                    |                                                                                    |                                                                                    |                                                                                    |                                                                                    |                                                                                    |                                                                                    |                                                                                    |                                                                                    |                                                                                    |                                                                                    |                                                                                    |                                                                                    |                                                                                    |                                                                                    |                                                                                    |                                                                                    |                                                                                    |                                                                                    |                                                                                    |                                                                                    |                                                                                    |                                                                                    |                                                                                    |                                                                                    |                                                                                    | 40                                                                                 |                                                                                    |                                                                                    |                                                                                    |
| Pos. | Pilote                                                                             | DAY                                                                                | PHO                                                                                | LVS                                                                                | BRI                                                                                | CAL                                                                                | MAR                                                                                | TEX                                                                                | DAR                                                                                | RCH                                                                                | TAL                                                                                | KAN                                                                                | CLT                                                                                | DOV                                                                                | POC                                                                                | MCH                                                                                | SON                                                                                | KEN                                                                                | DAY                                                                                | NHA                                                                                | IND                                                                                | POC                                                                                | GLN                                                                                | MCH                                                                                | BRI                                                                                | ATL                                                                                | RCH                                                                                | CHI                                                                                | NHA                                                                                | DOV                                                                                | KAN                                                                                | CLT                                                                                | TAL                                                                                | MAR                                                                                | TEX                                                                                | PHO                                                                                | HOM                                                                                | Pts                                                                                |                                                                                    |
| 1 En raison de problèmes au niveau du cou, Denny Hamlin n'a pas été en mesure de terminer l'ensemble des 500 tours. Dès le premier drapeau rouge, il rentre au stand et est remplacé par le débutant Erik Jones. Lorsqu'il quitte la course, il est officiellement crédité de la 26e place. |                                                                                    |                                                                                    |                                                                                    |                                                                                    |                                                                                    |                                                                                    |                                                                                    |                                                                                    |                                                                                    |                                                                                    |                                                                                    |                                                                                    |                                                                                    |                                                                                    |                                                                                    |                                                                                    |                                                                                    |                                                                                    |                                                                                    |                                                                                    |                                                                                    |                                                                                    |                                                                                    |                                                                                    |                                                                                    |                                                                                    |                                                                                    |                                                                                    |                                                                                    |                                                                                    |                                                                                    |                                                                                    |                                                                                    |                                                                                    |                                                                                    |                                                                                    |                                                                                    |                                                                                    |                                                                                    |

### Championnat des constructeurs
| Pos.    | Marques   | Victoires | Points |
| ------- | --------- | --------- | ------ |
| 1       | Chevrolet | 15        | 1 584  |
| 2       | Toyota    | 14        | 1 516  |
| 3       | Ford      | 7         | 1 498  |
| Source: |           |           |        |